# Alexander Nikolajewitsch Schtschukin
Alexander Nikolajewitsch Schtschukin (russisch Александр Николаевич Щукин; * 9. Julijul. / 22. Juli 1900greg. in St. Petersburg; † 11. Juni 1990 in Moskau) war ein sowjetischer Physiker und Hochschullehrer.

## Leben
Schtschukin, Sohn eines adligen Bergbauingenieurs, besuchte das Gymnasium mit Abschluss 1917. Er beherrschte Französisch, Deutsch und Englisch. Nach der Oktoberrevolution arbeitete er als Techniker bei der Eisenbahn. Im Juni 1919 wurde er zur Roten Armee eingezogen. Im Russischen Bürgerkrieg kam er zur Turkestan-Front. Im April 1920 wurde er Funker in der 35. Schützendivision. Ab Oktober 1920 leitete er eine Funkwerkstatt. Im April 1921 wurde er demobilisiert.
1921 begann Schtschukin das Studium am Petrograder Polytechnischen Institut in der Elektromechanik-Fakultät. 1924 kam er in das Leningrader Elektrotechnik-Institut, wo er das Studium 1927 als Funktechniker abschloss. Neben dem Studium hatte er im Zentralen Funklaboratorium als Monteur, Laborant und Ingenieur gearbeitet und war an Forschungsarbeiten zur Kurzwellentechnik beteiligt gewesen.
Ab 1928 arbeitete Schtschukin im Leningrader Physikalisch Technischen Institut der Akademie der Wissenschaften der UdSSR (AN-SSSR). 1929–1935 war er Dozent am Leningrader Polytechnischen Institut am Lehrstuhl für Funktechnik der Elektromechanik-Fakultät. Auch lehrte er an anderen Bildungseinrichtungen.
1932–1938 arbeitete Schtschukin im Marineforschungsinstitut für Telekommunikation und Telemechanik. Schwerpunkte seiner wissenschaftlichen Arbeit waren die Ausbreitung elektromagnetischer Wellen in unterschiedlichen Medien, die Prozesse der Ionisation der Erdatmosphäre und deren Einfluss auf die Ausbreitung der Funksignale, Probleme der Telekommunikation und automatischen Regelung und die Anwendung der Wahrscheinlichkeitstheorie.
Ab 1935 lehrte Schtschukin auch an der Marine-Militärakademie. 1939 wurde der Militäringenieur 1. Ranges der Reserve Schtschukin ohne Verteidigung einer Dissertation zum Doktor der technischen Wissenschaften promoviert und zum Professor ernannt. 1940 wurde er Lehrstuhlleiter der Akademie mit Einberufung in die Sowjetische Marine. Er etablierte die Vorlesung „Ausbreitung der Funkwellen“, die ein wesentlicher Bestandteil der Funkspezialistenausbildung war.
Nach Beginn des Deutsch-Sowjetischen Kriegs mit Leningrader Blockade wurde Schtschukin mit der Akademie zunächst nach Astrachan und dann nach Samarkand evakuiert. Er leitete den Lehrstuhl für Funktechnik für Kommunikation und Aufklärung und erstellte eine Studie über die Störanfälligkeit von Funkempfängern, die für die Organisation der Telekommunikation wichtig wurde.
Ab 1943 war Schtschukin Mitglied des Rats für Funkortung (Mitglieder Georgi Malenkow (Vorsitzender), Axel Berg, Sergei Archipow, Sergei Danilin, Alexander Golowanow, Alexei Gorochow, Iwan Kabanow, Waleri Kalmykow, Juri Kobsarew, D. S. Stogow, W. P. Terentjew, Georgi Uger, Alexei Schachurin) des Staatlichen Verteidigungskomitees der UdSSR (GKO). 1944 wurde Schtschukin in die KPdSU aufgenommen.
Nach der Rückkehr nach Leningrad im September 1945 leitete Schtschukin Lehrstühle für Funktechnik der Seekriegsakademie für Schiffbau und Bewaffnung „A. N. Krylow“ und des Leningrader Polytechnischen Instituts. 1946 wurde Schtschukin zum Korrespondierenden Mitglied der AN-SSSR gewählt. Daneben leitete er das Projekt S-25 Berkut.
Im August 1949 gab Schtschukin seine Lehrtätigkeit auf, als er Vizechef der 1. Hauptverwaltung des Ministeriums der Streitkräfte der UdSSR wurde. Er wurde im August 1950 Vizechef der 3. Hauptverwaltung des Ministerrats der UdSSR und im Juli 1953 Erster Vizechef der Hauptverwaltung für Spezialmaschinenbau des Ministeriums für Mittelmaschinenbau. Im selben Jahr wurde er zum Vollmitglied der AN-SSSR gewählt. Er wurde 1955 Vizevorsitzender des Spezialkomitees für Raketen- und Strahltriebwerkrüstung beim Ministerrat der UdSSR und 1957 Vizevorsitzender der Kommission für Militärindustrieprobleme des Ministerrats der UdSSR und Vorsitzender des Wissenschaftlich-Technischen Rats dieser Kommission (bis 1975). Dazu wurde er 1965 Vizevorsitzender und 1969 Vorsitzender des Wissenschaftlichen Rats für komplexe Probleme der Ausbreitung von Funkwellen  der AN-SSSR. Offiziell ging er 1986 in den Ruhestand.
Schtschukin starb am 11. Juni 1990 in Moskau und wurde auf dem Friedhof Trojekurowo begraben.
Eine Büste Schtschukins steht in St. Petersburg an der Allee des Sieges im Moskauer Park des Sieges.

## Ehrungen
- Orden des Roten Sterns (1943, 1954)[2]
- Medaille „Für heldenmütige Arbeit im Großen Vaterländischen Krieg 1941–1945“
- Medaille „30 Jahre Sowjetarmee und Flotte“
- Medaille „Für Verdienste im Kampf“ (1950, 1967)[2]
- Leninorden (1950, 1956, 1960, 1961, 1975)[2]
- Stalinpreis (1952) für Arbeiten zur Funkwellenausbreitung und Theorien der Telekommunikation und Funkstörung[2]
- Held der sozialistischen Arbeit (1956, 1975)
- Leninpreis im geschlossenen Teil (1957) zusammen mit den Funktechnikern M. S. Rjasanski und E. M. Manukjan[2]
- Medaille „40 Jahre Streitkräfte der UdSSR“
- Medaille „20. Jahrestag des Sieges im Großen Vaterländischen Krieg 1941–1945“
- Medaille „50 Jahre Streitkräfte der UdSSR“
- Jubiläumsmedaille „Zum Gedenken an den 100. Geburtstag von Wladimir Iljitsch Lenin“
- Orden der Oktoberrevolution (1970)[2]
- Medaille „30. Jahrestag des Sieges im Großen Vaterländischen Krieg 1941–1945“
- Medaille „60 Jahre Streitkräfte der UdSSR“
- Orden des Roten Banners der Arbeit (1980)[2]
- Medaille „40. Jahrestag des Sieges im Großen Vaterländischen Krieg 1941–1945“
- Orden der Völkerfreundschaft (1985)[2]
- Medaille „70 Jahre Streitkräfte der UdSSR“